# 巴特寮通讯社
巴特寮通讯社（羅馬化：Khaosan Pathet Lao，縮寫KPL）是老挝的國家通訊社。

## 歷史
1967年12月24日，老挝爱国战线中央委员会常务委员会決議成立「巴特寮通讯社」，通訊社於1968年1月6日正式向海外報道新聞，通訊社旨在向海外宣傳老挝爱国战线的活動和對國際事務的立場和觀點，中央委员会委员西沙纳·西山擔任首位通訊社社長。「巴特寮」在老挝语意思為「老挝人的土地」或「老挝人的老挝」，通訊社成立初期，新華社與越南通訊社都給予了不少設備和技術上的支持。
通訊社早期為組織通讯社，只使用老挝语發佈新聞。1975年12月2日，老挝人民民主共和国成立後，成為國家通訊社，開始發佈英語和法語新聞。1976年，通訊社總部搬到了老挝首都万象，並相繼在老挝各省市和地區設立分支機構。1979年4月，通訊社出版季刊雜誌《巴特寮》，1987年雜誌推出英文版，1997年改為月刊。1999年，通訊社創立《巴特寮報》及英法雙語《每日消息》。
目前巴特寮通讯社與多個國家級媒體達成雙邊合作協議，是不結盟國家通訊社聯盟和亞洲太平洋通訊社的成員之一。